# Monstre de Lake Worth
Pour les articles homonymes, voir Goatman (homonymie).
Le monstre de Lake Worth (en anglais : Lake Worth Monster), souvent surnommé Goatman est une créature de légende urbaine apparaissant sous une forme mi-humaine, mi-caprine ou bien mi-ovine et relevant du folklore local du Texas,.